# Shadow (Supernatural)
Shadow is de zestiende aflevering van de televisieserie  Supernatural, op 28 februari 2006 voor het eerst uitgezonden op The WB Television Network. De aflevering is geschreven door Eric Kripke en werd geregisseerd door Kim Manners. Sam en Dean onderzoeken een mysterieuze moord die plaats kon vinden in een volkomen van binnen gesloten en beveiligde kamer.

## Verhaallijn
Vermomd als medewerkers van een beveiligingsbedrijf bezoeken ze het appartement van het laatste slachtoffer, Meredith, die aan stukken is gescheurd in haar volkomen beveiligde appartement. Dean merkt op dat de bloedspatten op het tapijt een symbool vormen. Die avond bezoeken ze de bar waar Meredith werkte. Sam heeft het symbool niet kunnen herkennen. Plotseling ziet Sam een bekend gezicht: Meg, het meisje dat hij ontmoette toen hij alleen op zoek ging naar hun vader.
Sam besluit haar te volgen terwijl Dean haar achtergrond controleert. Dean informeert Sam dat haar achtergrond klopt en dat hij, met wat hulp van Caleb, de betekenis achter het symbool in het appartement heeft ontdekt. Het is een sigil voor een Daeva, een soort zoroastrische demon. Sam volgt Meg naar een verlaten pakhuis, waar hij haar betrapt terwijl ze door middel van een beker gevuld met bloed met iemand communiceert. Sam gaat terug naar Dean om hem te vertellen wat hij gezien had. Dean heeft ondertussen ontdekt dat alle slachtoffers tot nu toe waren geboren in Lawrence, Kansas. Dean belt John en vraagt hem om naar Chicago te komen. In Chicago bereiden de broers zich voor op de strijd. Sam fantaseert over hoe het leven is nadat ze de demon zullen hebben vermoord.
Bij het verlaten pakhuis worden de broers gevangengenomen door de Daevas. Zodra ze zijn vastgebonden, onthult Meg dat de moorden als lokaas zijn uitgevoerd voor John. Ze slagen erin om te ontsnappen en haar te overmeesteren, vervolgens kantelen ze het altaar waardoor Meg de macht over de Daevas verliest. Ze keren zich tegen Meg en werpen haar uit het raam. Sam en Dean bevestigen haar dood op de stoep.
Teruggekeerd in hun hotelkamer treffen Sam en Dean een onverwachte bezoeker aan, John. Hun reünie wordt onderbroken wanneer de Daevas hen probeert aan te vallen. Sam slaagt er echter in om ze te verslaan door gebruik te maken van een flare. Ze ontsnappen naar buiten en bij de Impala zegt Dean dat John kwetsbaar is als hij bij hen is en dat ze moeten scheiden. Sam protesteert, maar John is het met Dean eens. Als ze bezig zijn te vertrekken, blijkt Meg nog in leven te zijn.

## Rolverdeling
| Acteur              | Personage         |
| ------------------- | ----------------- |
| Jared Padalecki     | Sam Winchester    |
| Jensen Ackles       | Dean Winchester   |
| Jeffrey Dean Morgan | John Winchester   |
| Nicki Aycox         | Meg Masters       |
| Melanie Papalia     | Meredith Mcdonell |
| Lorena Gale         | Huis bazin        |
| Nimet Kanji         | Bartender         |

## Muziek
"You Got Your Hooks Into Me" van Little Charlie and the Nightcats

"Pictures of Me" van Vue

"The New World" van X